# Jennifer Rhodes

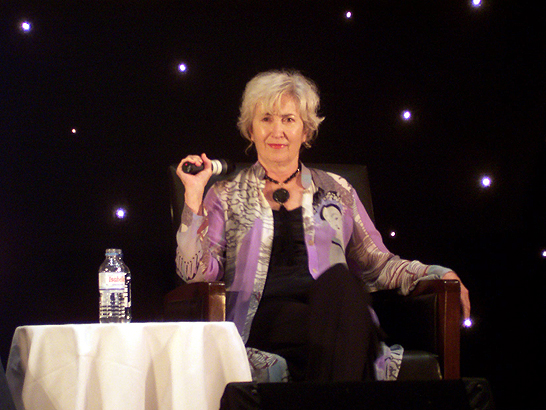
Jennifer Rhodes (2006)

Jennifer Rhodes (* 17. August 1947 in Rosiclare, Illinois) ist eine US-amerikanische Fernsehschauspielerin, die im deutschsprachigen Raum vor allem durch ihre Rolle in Charmed – Zauberhafte Hexen bekannt ist.

## Leben
Jennifer Rhodes begann ihre Filmkarriere 1971 in einer Folge der Westernserie High Chaparral. Nach mehreren kleineren Rollen in B-Movies bekam sie ihre erste große Rolle in der Horrorkomödie Ghost Fever aus dem Jahr 1987. Es folgten viele Gastauftritte in teilweise bekannten US-Serien (Full House, Emergency Room – Die Notaufnahme, Friends, Ally McBeal). Eine wiederkehrende Rolle in Charmed – Zauberhafte Hexen verhalf ihr auch in Deutschland zu größerer Popularität. Nach weiteren Gastauftritten in Gilmore Girls, Cold Case – Kein Opfer ist je vergessen und Schatten der Leidenschaft drehte sie den Film Chasing Tchaikovsky und die Komödie Let the Game Begin.

## Filmografie (Auswahl)
- 1973: Barnaby Jones (Fernsehserie, Episode 1x03)
- 1973: The New Perry Mason (Fernsehserie, Episode 1x11)
- 1974: Big Rose: Double Trouble
- 1977: The Death of Richie
- 1977: Red Light in the White House
- 1978: Sketches of a Strangler
- 1978: Night Creature
- 1979–1982: Unsere kleine Farm (Little House on the Prairie, 2 Episoden)
- 1981: Jacqueline Bouvier Kennedy
- 1983: I’m Going to Be Famous
- 1986: The Eleventh Commandment
- 1987: Ghost Fever
- 1987: Slumber Party Massacre (Slumber Party Massacre II)
- 1988: Ab heute sind wir makellos (Perfect People, Fernsehfilm)
- 1988: Schwestern – Ein neuer Anfang (Nightingales)
- 1988: Heathers
- 1990: Exiled in America
- 1991: Twenty Dollar Star
- 1992: Full House (Fernsehserie, Episode 6x11)
- 1993: The Baby Doll Murders
- 1993: Die 4. Dimension (Doorways, Fernsehserie)
- 1993: Als Baby entführt (There Was a Little Boy, Fernsehfilm)
- 1994: Killing Annie
- 1994: Night of the Demons 2
- 1994: Tödliches Spiel (Frame-Up II: The Cover-Up)
- 1995: Mauer des Schweigens (The Killers Within)
- 1996: Hinterm Mond gleich links (3rd Rock from the Sun, Fernsehserie, 4 Episoden)
- 1997: Die verborgene Gruft (Skeletons, Fernsehfilm)
- 1998: Alle unter einem Dach (Family Matters, Fernsehserie, Episode 9x21)
- 1998–2006: Charmed – Zauberhafte Hexen (Charmed, Fernsehserie, 14 Episoden)
- 2006: Gilmore Girls (Fernsehserie, Episode 7x03)
- 2007: Chasing Tschaikovsky
- 2007: Cold Case – Kein Opfer ist je vergessen (Cold Case, Fernsehserie, Episode 5x04)
- 2009: Still Waiting…
- 2009: Zack & Cody an Bord (The Suite Life on Deck, Fernsehserie, Episode 2x04)
- 2010: CSI: Vegas (CSI: Crime Scene Investigation, Fernsehserie, Episode 10x17)
- 2011: Dispatch
- 2012: The Mentalist (Fernsehserie, Episode 4x23)
- 2013: Das verschollene Medaillon – Die Abenteuer von Billy Stone (The Lost Medallion: The Adventures of Billy Stone)
- 2013: See Dad Run (Fernsehserie, Episode 2x01)
- 2014: Lovesick – Liebe an, Verstand aus (Lovesick)
- 2015: Grey’s Anatomy (Fernsehserie, Episode 11x15)